# P. Harikrishna
P. Harikrishna (Pentala Harikrishna; * 10. Mai 1986 im Dorf Vinjanam Padu, Distrikt Prakasam, Andhra Pradesh) ist ein indischer Schachgroßmeister.

## Leben
Schon früh zeigte P. Harikrishna sein Ausnahmetalent: 1996 wurde er in Cala Galdana auf Menorca U10-Weltmeister. Im Jahr 2000 schon stieg seine Elo-Zahl auf über 2500. Er erhielt den Großmeistertitel als 15-Jähriger im Jahre 2001, womit er der jüngste Großmeister Indiens wurde. In diesem Jahr gewann er in London zwei bedeutende Turniere: die Meisterschaft des Commonwealth und ein sehr stark besetztes Open. Zur Jahreswende 2001/2002 teilte er den ersten Platz in Hastings mit Alexei Barsov.
Bei der indischen Meisterschaft 2002 wurde er Zweiter hinter K. Sasikiran. Mit dem gleichen Stand an der Spitze endete auch die Meisterschaft 2003. Im gleichen Jahr gewann Harikrishna das Turnier von Sharjah. 2004 gewann er in Kochi die Juniorenweltmeisterschaft U20. Das Jahr 2005 begann er ebenfalls vielversprechend: beim Turnier auf den Bermudas teilte er sich mit Boris Gelfand den ersten Platz. Beim mit 500.000 Dollar dotierten und außerordentlich stark besetzten Open von Minneapolis wurde er geteilter Zweiter, u. a. zusammen mit Gata Kamsky. Im Juli 2005 gewann Harikrishna im chinesischen Taiyuan. Als Juniorenweltmeister 2004 war Harikrishna für den Schach-Weltpokal 2005 qualifiziert, wo er in der dritten Runde an Alexei Drejew scheiterte. 2007 nahm er erneut am Schach-Weltpokal teil, scheiterte aber bereits in der ersten Runde. 2011 wurde er in Maschhad Asienmeister, nach Wertung vor Yu Yangyi und Nguyễn Ngọc Trường Sơn. Im gleichen Jahr nahm er zum dritten Mal am Schach-Weltpokal teil, wo er nach einem Auftaktsieg gegen Maxim Rodshtein an Dmitri Jakowenko scheiterte.
2012 gewann er die B-Gruppe beim Corus-Schachturnier mit 9 Punkten aus 13 Partien und wurde Wertungssieger beim 28. Open von Cappelle-la-Grande.
2022 gewann er das Prager Schachfestival mit 6½ Punkten aus 9 Partien.
Harikrishna lebt in Hyderabad und Prag. Seit März 2018 ist er mit der aus Serbien stammenden Schachspielerin Nadezda Stojanovic verheiratet, die er 1998 bei einem Jugendturnier kennengelernt hatte.

## Nationalmannschaft
Harikrishna wurde 2000 erstmals in die indische Nationalmannschaft berufen und hat seitdem an den Schacholympiaden 2000, 2002, 2004, 2006, 2008, 2010, 2012, 2016 und 2018 teilgenommen. Außerdem nahm er teil an den Mannschaftsweltmeisterschaften 2010, 2011 und 2015 (wobei er 2010 mit der Mannschaft den dritten Platz belegte), den asiatischen Mannschaftsmeisterschaften 2003, 2009 und 2012 (die er 2009 mit Indien gewann, während er 2003 und 2012 jeweils den zweiten Platz belegte), an den Schachwettbewerben der Asienspiele 2006 und 2010 sowie am Schachwettbewerb der Hallen-Asienspiele 2009.

## Vereine

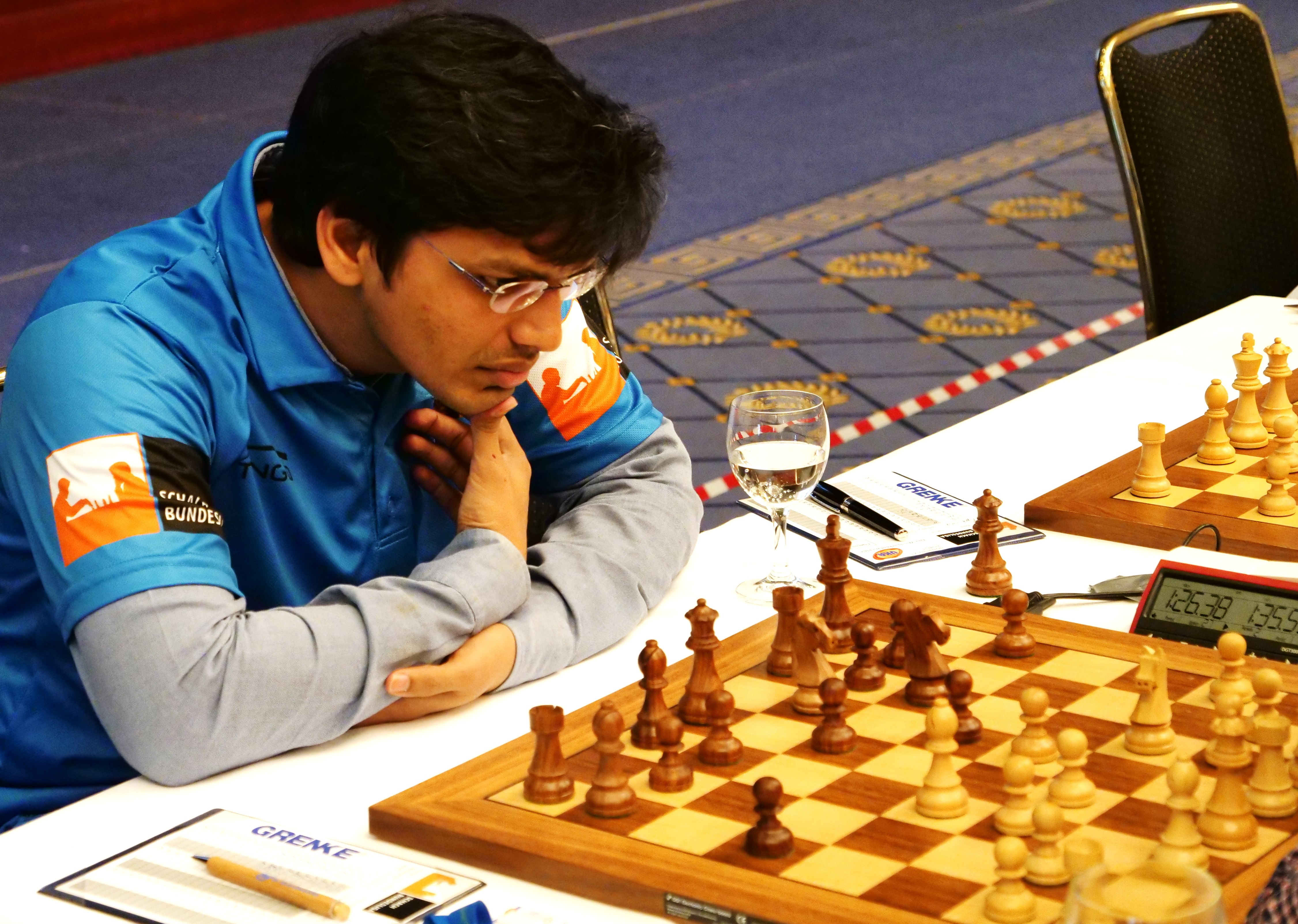
Am Spitzenbrett für Solingen in der Bundesliga-Endrunde – ohne Partieverlust in der Bundesligasaison 2017/18

Harikrishna spielte von 2006 bis 2009 in der deutschen Schachbundesliga für die OSG Baden-Baden, mit dieser wurde er 2007, 2008 und 2009 deutscher Mannschaftsmeister und nahm zweimal am European Club Cup teil, wobei er 2008 den zweiten Platz erreichte. Von der Saison 2011/12 bis zur Saison 2014/15 spielte er beim Schachclub Eppingen, seit der Saison 2015/16 spielt er für die Schachgesellschaft Solingen, mit der er in der Premierensaison Meister wurde. In der österreichischen Bundesliga spielt er in der Saison 2016/17 für den SK MPÖ Maria Saal.
In der russischen Mannschaftsmeisterschaft spielte er 2007 bei Elara Tscheboksary und 2008 bei SchSM-64 Moskau, in der britischen Four Nations Chess League in der Saison 2005/06 für Guildford A&DC.
Die chinesische Mannschaftsmeisterschaft gewann Harikrishna 2008, 2016, 2018 und 2019 mit Shanghai Jianqiao University beziehungsweise China Mobil Shanghai Chess Club, ferner spielte er in diesem Wettbewerb 2009 für Bank of Qingdao und 2012 für Chengdu Bank.
Außerdem war Harikrishna auch aktiv in der bosnischen Premijer Liga (die er 2009 mit dem ŠK Bosna Sarajevo gewann), in der Schweizer Nationalliga A für die Schachgesellschaft Winterthur und in der tschechischen Extraliga beim 1. Novoborský ŠK, mit dem er 2014, 2015, 2016, 2017 und 2018 Meister wurde. Mit dem 1. Novoborský ŠK nahm er außerdem in den Jahren 2014 bis 2018 am European Club Cup teil, dabei erreichte er mit der Mannschaft 2014 und 2018 jeweils den zweiten Platz, in der Einzelwertung gelang ihm 2014 das beste Ergebnis am dritten Brett, 2015 das zweitbeste Ergebnis am zweiten Brett und 2017 das drittbeste Ergebnis am zweiten Brett. In Italien spielte Harikrishna für die Mannschaft von Guido Cortuso Padova, mit der er 2013 am European Club Cup teilnahm, in Spanien bis 2006 für CA Cuna de Dragones-Ajoblanco Mérida, seit 2007 für CA Solvay Torrelavega, mit dem er 2015 Meister wurde. In der höchsten ungarischen Liga, der NB I. Szabó László csoport, spielte er in der Saison 2015/16 und erneut in der Saison 2018/19 für ASE Paks, in der französischen Top 12 2019 für Asnières - Le Grand Echiquier. In der polnischen Ekstraliga spielt Harikrishna seit 2019 für Polonia Wrocław und wurde dort am Spitzenbrett 2020 polnischer Mannschaftsmeister.